# Estádio Francisco Novelletto Neto
O Estádio Francisco Novelletto Neto, mais conhecido como Estádio Passo d'Areia, situado em Porto Alegre, Brasil, é a sede do Esporte Clube São José, e onde o clube manda seus jogos. Está localizado no bairro Santa Maria Goretti. O estádio, anteriormente denominado Estádio Passo d'Areia, mudou seu nome oficial em 2020, em homenagem ao ex-presidente da Federação Gaúcha de Futebol Francisco Novelletto Neto.

## Localização
Localizado junto à sede social do clube, é o atual estádio do Esporte Clube São José. 
O Zequinha, como é carinhosamente chamado, passou por vários locais antes de fincar suas raízes na zona norte de Porto Alegre, em um terreno de 3,5 hectares comprados por "250 contos de réis"[carece de fontes?] no ano de 1939, quando o Estádio do Passo D'Areia começou a ser construído.
A atual morada do clube foi inaugurada em 24 de março de 1940, em uma grande festa na qual o Grêmio Foot-Ball Porto Alegrense, tricampeão municipal na época, era o grande convidado.
O Estádio do Passo D'Areia já passou por várias mudanças desde a sua inauguração, evidentemente. A maior da ampliações foi a construção do "tobogã" das arquibancadas atrás do gol que fica no lado da área social do clube. 
A arquibancada geral foi totalmente reformada e comporta agora mais 2.500 pessoas, aproximadamente. A obra foi entregue pelo prefeito José Fogaça no jogo contra o Sport Club Internacional em 26 de março de 2006.
A obra em epígrafe, foi liberada, através de decreto, assinado pelo então prefeito de Porto Alegre, João Verle, em Maio de 2004, em solenidade realizada no clube, onde testemunharam o fato o presidente do São José na época, Luiz Fernando Gomes Moreira, sua diretoria, ex-presidentes, associados, conselheiros, convidados especiais e autoridades porto-alegrense. A reforma iniciou em meados de maio de 2005.
Um dos maiores públicos do estádio foi no dia 7 de setembro de 1982 pelo Campeonato Gaúcho, onde o Grêmio derrotou o São José pelo placar de 2–0, e contou com a presença de 5.920 pagantes. 
Elton John, R.E.M, Pearl Jam, Motorhead, Judas Priest e Ozzy Osbourne já se apresentaram no estádio.

## Ficha técnica
Nome Oficial: Estádio Passo D'Areia
Endereço:                                  
- Social - Rua Padre Hildebrando nº 1100
- Geral - Av. Rio São Gonçalo nº 95 -
- Bairro Santa Maria Goretti - Porto Alegre - RS

Camarotes: 6 
Vestiários: 4 vestiários profissionais mais 1 vestiário de arbitragem. 
Dimensões do Gramado: 68m x 105m - Tamanho oficial exigido pela Fifa. 
Grama: Sintética 
Iluminação: Estão em construção devido a nova arquibancada geral 
Imprensa: 
- 8 cabines duplas fixas
- 1 sala de imprensa
- 1 sala para entrevistas coletivas.

Estacionamento: Privativo para funcionários e autoridades com capacidade para 50 veículos.